# Sick of Society
Sick of Society ist eine 1989 gegründete Punkband aus der Nähe von Ulm.

## Geschichte
Die Band wurde 1989 als Wicked Power gegründet und 1993 in Sick of Society umbenannt. Kern der Band waren lange Zeit Sänger/Gitarrist Fizzi und Schlagzeuger Oliver. Ab Mitte der 2000er war die Band zusammen mit Bassist Steini als Trio unterwegs. Während die Musik der Band in der frühen Phase auch Metal- und Hardcore-Elemente enthielt, stand spätestens ab dieser Zeit der Punkrock im Vordergrund.
Mit der 2012 bei SN-Punx erschienenen CD Niemals wie der Rest wechselte die Band zu deutschsprachigen Texten. Die Band trat in den folgenden Jahren unter anderem als Support von Band wie Sick of It All, Dritte Wahl oder The Casualties in Erscheinung. 2014 musste Gründungsmitglied Fizzi die Band aus gesundheitlichen Gründen verlassen. Als neue Gitarristen stießen Chris und Falko zur Band, Bassist Steini übernahm fortan den Hauptgesang.
2016 tourte die Band durch Indonesien. Das Album Perlen vor die Säue erschien 2018 bei Rough & Raw/Calygram.

## Diskografie
Alben
- 1991: Last Hours Till Immortality (Tape)
- 1992: The Question of Mankind (Tape)
- 1994: Bitch (Tape)
- 1994: Love!? (Tape)
- 1996: Silicon Valley
- 1997: Raw (Tape)
- 1998: Underground
- 2000: Sportsmän Sound
- 2001: Porn'n'Roll Forever!
- 2005: Life Lines
- 2009: Weekend Anarchy
- 2012: Niemals wie der Rest
- 2018: Perlen vor die Säue
- 2022: Aq-Punk-Tur

Kompilationen / Splits / DVDs
- 2007: Looking Back to '94 – '96 (Compilation CD)
- 2010: Im Sternbild des Kaos (DVD/CD)
- 2011: Trashures of the Past '91 – '94 (Compilation CD)
- 2014: Norway Today (Split-Mini-CD mit Adams Apple)
- 2015: Underground MMXV (CD remixed und remastered)